# Camila Vezzoso
Camila Vezzoso   (Montevideo, 29 d'octubre de 1993) és una model i reina de bellesa uruguaiana. Va ser coronada com Miss Uruguai 2012 i va representar l'Uruguai en Miss Univers 2012. Després del certamen es va mudar a París, on segueix la seva carrera de model.

## Certàmens
| Any  | Certàmen              | Descripció |
| ---- | --------------------- | --- |
| 2010 | Elite Model Look      | Camilla va ser segona finalista a l'Elite Model Look 2010 d'Uruguai.                                                                                     |
| 2012 | Miss Uruguai          | Camila Vezzoso va ser coronada com Miss Univers Uruguai a Montevideo el dijous 31 de maig de 2012                                                        |
| 2012 | Miss Univers          | El 2012 va anar a Colòmbia i Veneçuela per a la preparació de maquillatge, oratòria i modelatge, i va representar l'Uruguai en Miss Univers al desembre. |
| 2013 | Miss Continents Units | El 14 de setembre de 2013, Vezzoso va participar en Miss Continents Units 2013, celebrat a Guayaquil, Equador. Va ser 3a finalista.                      |